# Lilian Kallir
Pour les articles homonymes, voir Kallir.
Lilian Kallir (Prague, 6 mai 1931 – New York, 25 octobre 2004) est une pianiste américaine d'origine tchèque.

## Biographie
Elle naît à Prague, mais sa famille déménage à New York en 1940. Elle y étudie le piano avec Isabelle Vengerova (elle-même élève de Theodor Leschetizky et Anna Esipova) et Herman de Grab. Elle travaille la composition et la théorie avec Hugo Kauder. Elle a fait ses débuts avec le Philharmonique de New York en 1957, et épouse le pianiste Claude Frank, en 1959, avec qui elle joue souvent ensemble tout au long de sa carrière en duo. En 1975, Kallir est nommée professeur à la Mannes School of Music, où elle avait été étudiante. Elle collabore avec un large éventail d'orchestres et de musiciens et est nommée aux Grammy Award pour une interprétation du Concerto pour piano no 17 de Mozart.
Kallir et Frank ont une fille, la violoniste Pamela Frank. Vers la fin de sa vie, Lilian Kallir est diagnostiquée avec une atrophie corticale postérieure, un cas documenté par le neurologue et écrivain Oliver Sacks dans son livre The Mind's Eye. Elle est morte d'un cancer de l'ovaire en 2004.